# Guy Lizard
Il Guy Lizard Armoured Command Vehicle è un veicolo di comando corazzato della seconda guerra mondiale. Venne progettato al fine di poter essere utilizzato come "quartier generale mobile". I veicoli furono costruiti dalla Guy Motors; alcuni furono utilizzati dal Corpo di Spedizione Britannico in Francia, mentre altri esemplari furono usati dalla 7ª Divisione Corazzata nella campagna del Nord Africa.